# Ceiba Alta
Ceiba Alta es un barrio ubicado en el municipio de Aguadilla en el estado libre asociado de Puerto Rico. En el Censo de 2010 tenía una población de 667 habitantes y una densidad poblacional de 209,37 personas por km².

## Geografía
Ceiba Alta se encuentra ubicado en las coordenadas 18°28′39″N 67°5′16″O / 18.47750, -67.08778. Según la Oficina del Censo de los Estados Unidos, Ceiba Alta tiene una superficie total de 3.19 km², de la cual 3.18 km² corresponden a tierra firme y (0.08%) 0 km² es agua.

## Demografía
Según el censo de 2010, había 667 personas residiendo en Ceiba Alta. La densidad de población era de 209,37 hab./km². De los 667 habitantes, Ceiba Alta estaba compuesto por el 82.61% blancos, el 4.65% eran afroamericanos, el 0.15% eran amerindios, el 11.69% eran de otras razas y el 0.9% pertenecían a dos o más razas. Del total de la población el 98.95% eran hispanos o latinos de cualquier raza.